# Nutação
A nutação (do latim nutatione) é, na astronomia, uma pequena oscilação periódica do eixo de rotação da Terra com um ciclo de 18,6 anos, sendo causada pela força gravitacional da Lua sobre a Terra.
A nutação é provocada por uma inclinação de 5,1º no plano da órbita da Lua em relação à eclíptica, pela qual a precessão é durante nove anos de maior e depois nove anos de menor intensidade do que a média. Este efeito é matematicamente separado em duas componentes: a nutação eclíptica longitudinal de ±17,24" e a inclinação da eclíptica de ±9,21".
Em homenagem a seu descobridor, o astrónomo inglês James Bradley (1693–1762), a nutação também é chamada Nutação de Bradley. Em 1728 ele pesquisou sobre precisas coordenadas celestes de algumas estrelas, quando encontrou o efeito da nutação. Ela tem uma dimensão semelhante à aberração da luz, também descoberta por Bradley.
Além desta nutação de 18,6 anos, existe uma outra, com ciclo menor, de aproximadamente um mês, com uma grandeza de apenas pouco mais de 0,01".